# 観世元滋

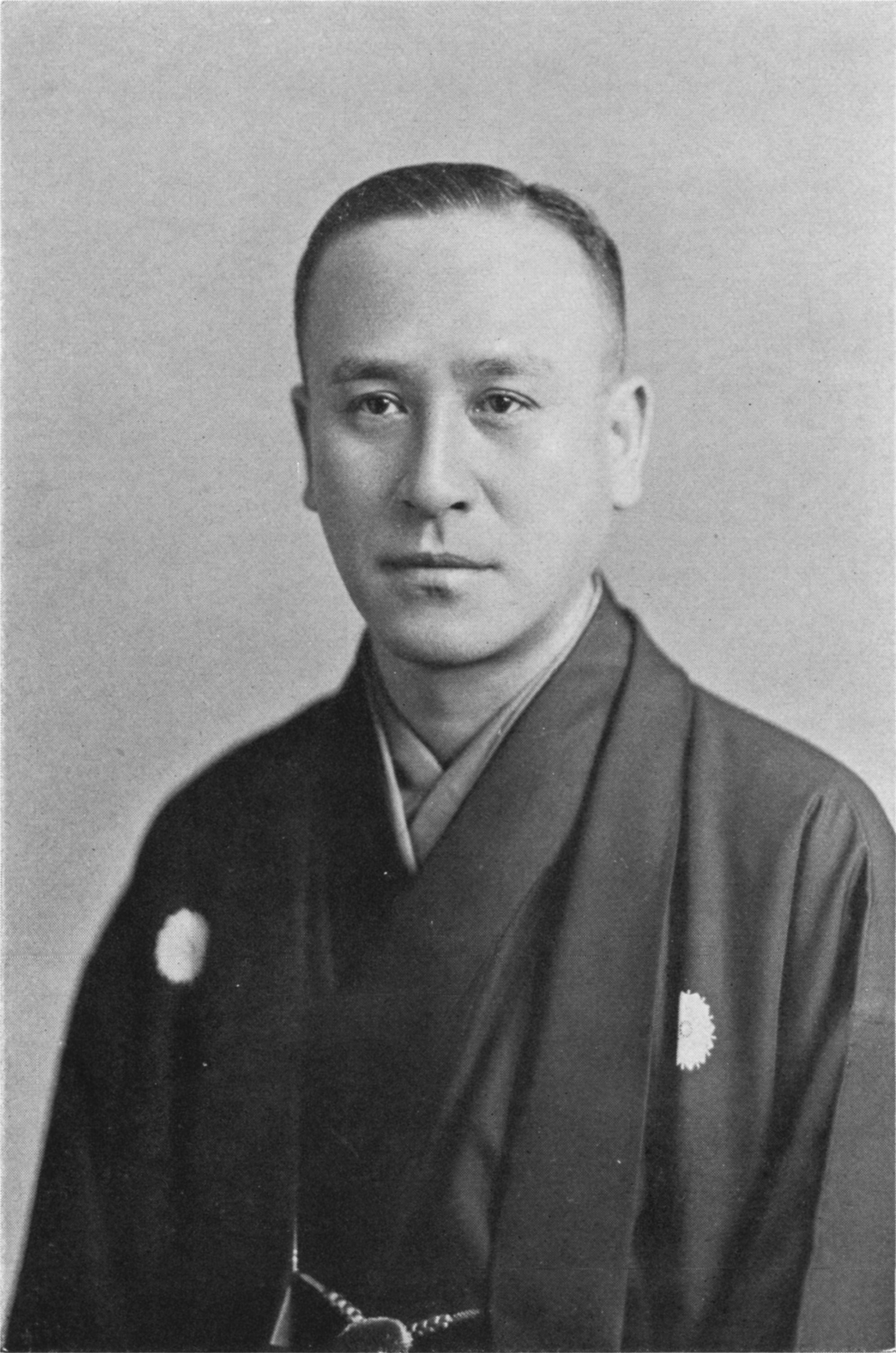
1939年1月

観世 元滋（かんぜ もとしげ、1895年（明治28年）12月18日 - 1939年（昭和14年）3月21日）は、戦前のシテ方観世流能楽師。二十四世観世宗家。初名清久、後に元滋、そして観世宗家の通り名であった観世左近に改名。号は光雪（雪号参照）。混乱していた観世流の統一と発展に努め、当時の能楽界の指導者と目された。

## 略歴

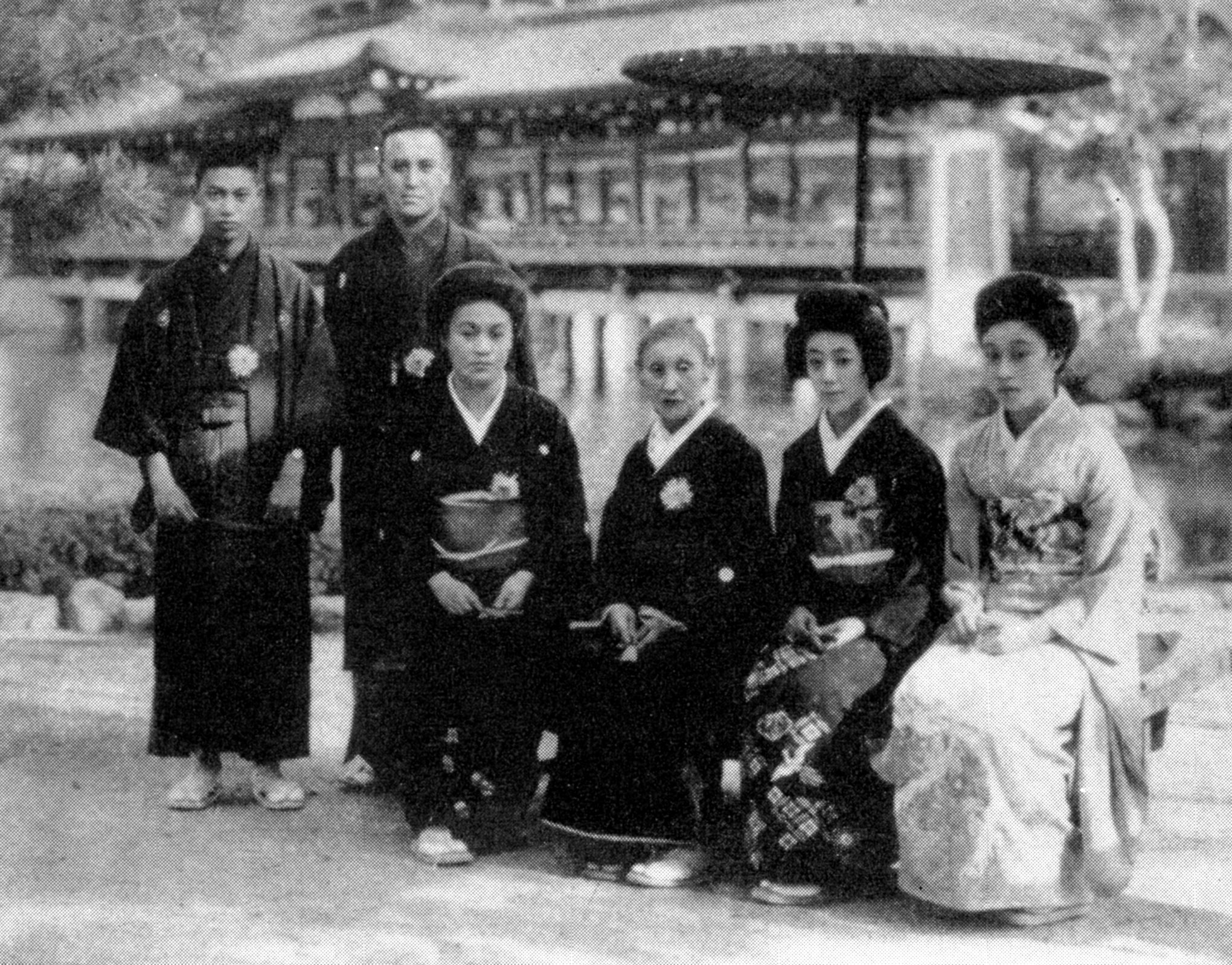
実家の家族と。左から弟・博通、元滋、母・光子、祖母・三世井上八千代。1927年頃（32歳前後）。

### 生い立ち
観世流能楽師・片山九郎三郎と妻・光子の長男として、京都に生まれる。父の九郎三郎は、最後の観世大夫・観世清孝（二十二世観世宗家）の三男で、婿養子として片山九郎右衛門家の後継者となっていた。片山家は京都観世流の名門で、俗に観世流の京都所司代などと言われた家柄である。また光子の母、即ち六世九郎右衛門の妻が京舞井上流の名人・三世井上八千代（片山春子）である。戸籍上、清久は片山家当主であったこの祖母の養子となっていたらしい。
5歳で「花筺」で初舞台、8歳で「岩舟」のシテを務める。
父・九郎三郎による清久への稽古は厳しく、同じことは決して二度教えず、「一ぺん稽古をして後は自分で苦心しろ」というものであった。当然幼い清久が一度で満足に覚えることが出来るはずはないが、失敗すると九郎三郎は清久を容赦なく引っぱたいた。ある時には清久を縛り付け、能「道成寺」の鐘を吊す環に清久を釣り下げて折檻したことさえあった。九郎三郎は間違った箇所を指摘することはせず、自分から教えたことを思い出すまで何度も稽古を繰り返させた。清久は後に、「それだけに一度教はつたことは決して忘れませんでした」と振り返り、初世梅若万三郎もその記憶力の高さに驚いている。母・光子や伯父・清廉などが九郎三郎に「厳しすぎる」と苦情を述べることもあったが、清久自身は「この道が好き」の一念でこの稽古を苦にしなかった。
高等小学校を中途退学し、以後稽古に専念しつつ、藤代禎輔、仁保亀松、大野徳孝らの個人指導を受ける。これは単に能楽師としてのみならず、後述するように将来の観世宗家となることを見越しての教育であった。

### 二十四世宗家に

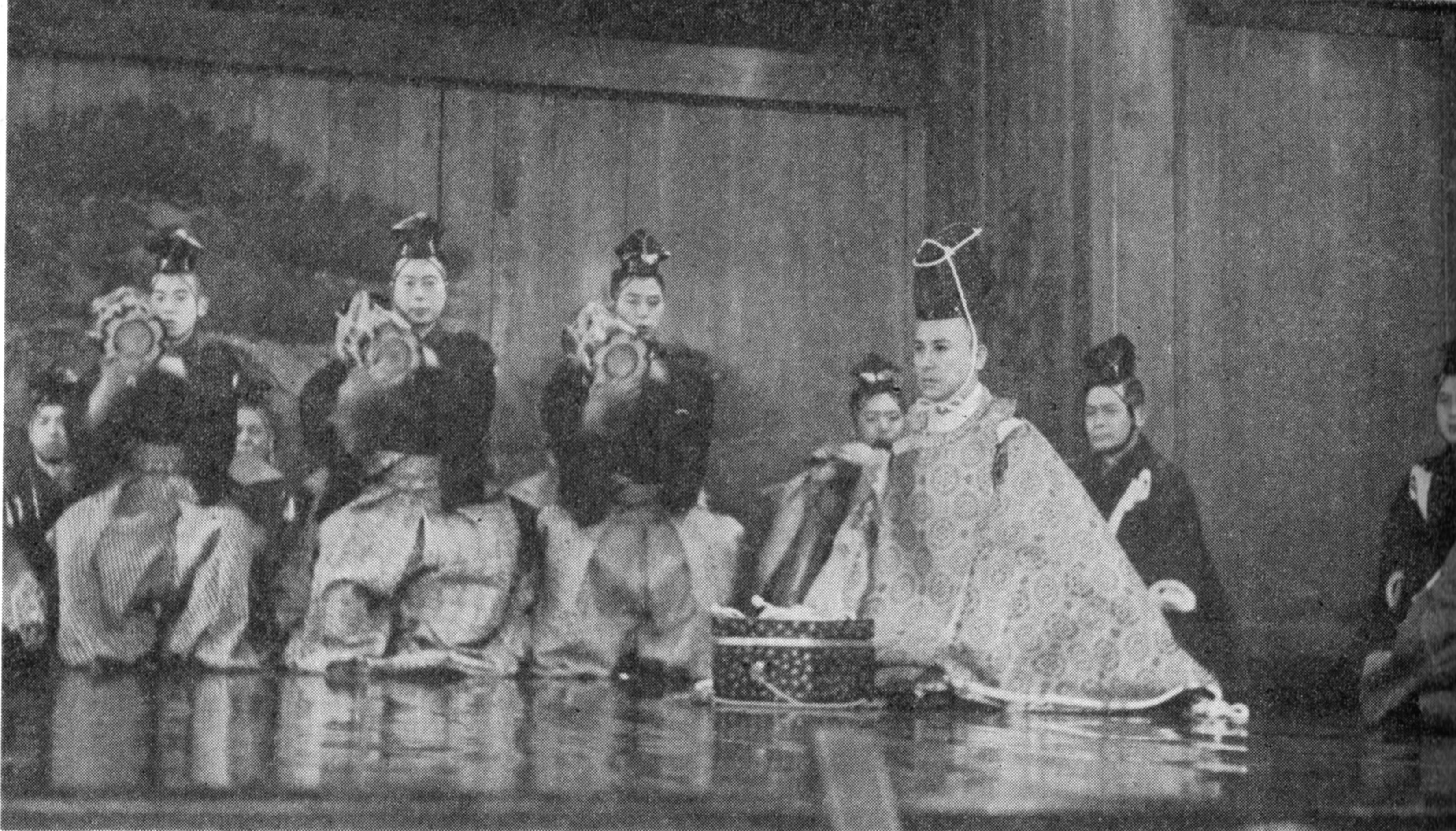
「翁」を勤める左近。1939年1月8日

伯父の二十三世宗家・観世清廉に子がなく、また清廉が1907年（明治40年）頃から病気がちとなることもあって早くからその養子に望まれていた。「清久」の名も清廉が西本願寺法主大谷光尊と相談して名付けたものである。
清廉の病状悪化に伴い、養子入りの話が具体化する。しかし片山家の嗣子でもある清久の養子入りには祖母・春子が強硬に反対しており、無断で内諾を出した九郎三郎がその激怒を買ったと報道されたこともあった。一方の宗家側の使いも、これでは面目が立たないので腹を切る、と訴える騒動となったが、結局弟・片山博通の誕生もあり、1908年（明治41年）に14歳で清廉の養子となる。
1911年（明治44年）、養父・清廉の死により二十四世宗家を嗣ぐ。
当初は分家当主・観世銕之丞（紅雪）が後見人となるも老年のため、梅若万三郎が代わって指導することとなったが、結局五番ほどのおさらえを見るに留まった。そのため実父・観世元義（1913年（大正2年）七世片山九郎右衛門襲名、1916年（大正5年）光子と離縁して観世家に戻る）が事実上の後見人を務める。元義は京都に拠点を置きつつ、たびたび上京しては我が子の相談役となったが、あくまで家元と弟子家の人間、という態度を崩さなかった。
1913年（大正2年）、「元滋」と改名。翌1914年（大正3年）12月には、大正天皇即位式後の祝宴での演能（大典能）で、宮城にて「翁」を勤めている。
元義は1920年（大正9年）に没し、以後独学で芸の精進に努めることとなる。すらりと背高い整った容貌、「天人の声」と評された美しい謡に恵まれ、気品ある芸を完成させた。

### 観梅問題

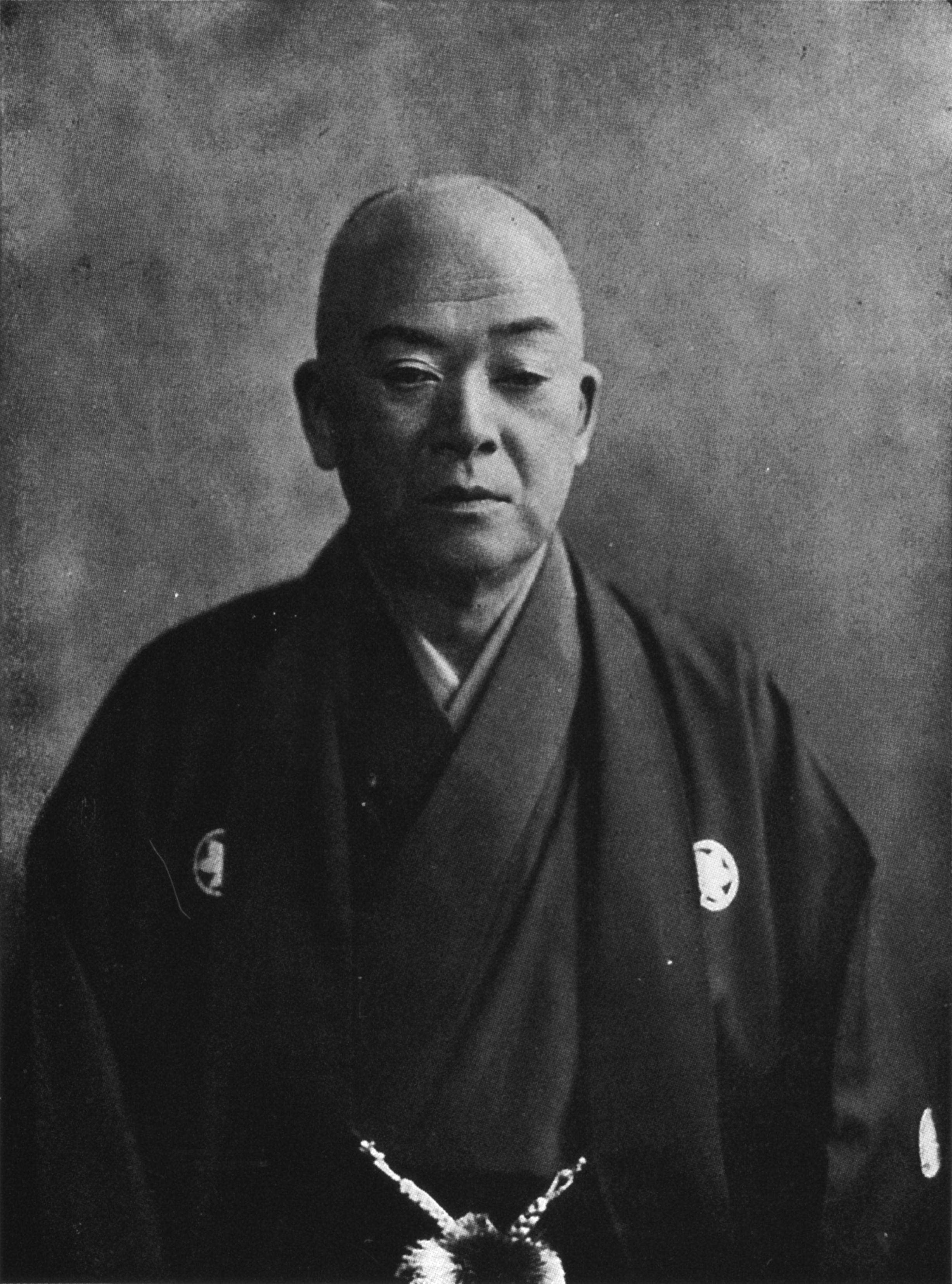
梅若万三郎 (初世)

観世流では明治以来、維新直後の混乱に端を発して、初世梅若実、観世銕之丞（紅雪）といった有力者が独自に免状を発行するなど家元同然の活動を行い、流派が「家元派」と「梅若派」に別れて対立する状態にあった（いわゆる観梅問題）。
元滋の家元相続前後から、実父・元義などが是正に動いたが不調に終わり、なおも実・紅雪の子である梅若万三郎・六郎兄弟、観世銕之丞（華雪）が独自の免状を発行する「不自然な」状況が続いていた。
1917年（大正6年）、能楽会会頭になった徳川家達は問題の解決を目指し、それを受け池内信嘉は「梅若流独立」の線での解決を両派に提示した。元滋は父を含む反対派を説得してこれを受け入れることを決断、1920年（大正9年）話し合いが持たれるものの結論は出ず、その間に有力者3人を抱える梅若派内の対立、脇方・囃子方・狂言方三役からの強硬な反対もあって議論は決裂する。
結局翌年、元滋は梅若派を除名し、観世銕之丞とは芸事上の交際を絶つ旨を諸方面に通達する。梅若派は銕之丞とともに梅若流を設立するが、三役と対立した状況では満足な活動も出来ず、1929年（昭和4年）に観世銕之丞が、1932年（昭和7年）には梅若万三郎が観世流に復帰した。円満な解決には失敗したものの、自ら難問に中心となって取り組んだことは元滋の声望を著しく高めた。またその後の両人の復帰にも力を尽くしている。

### 観世左近襲名

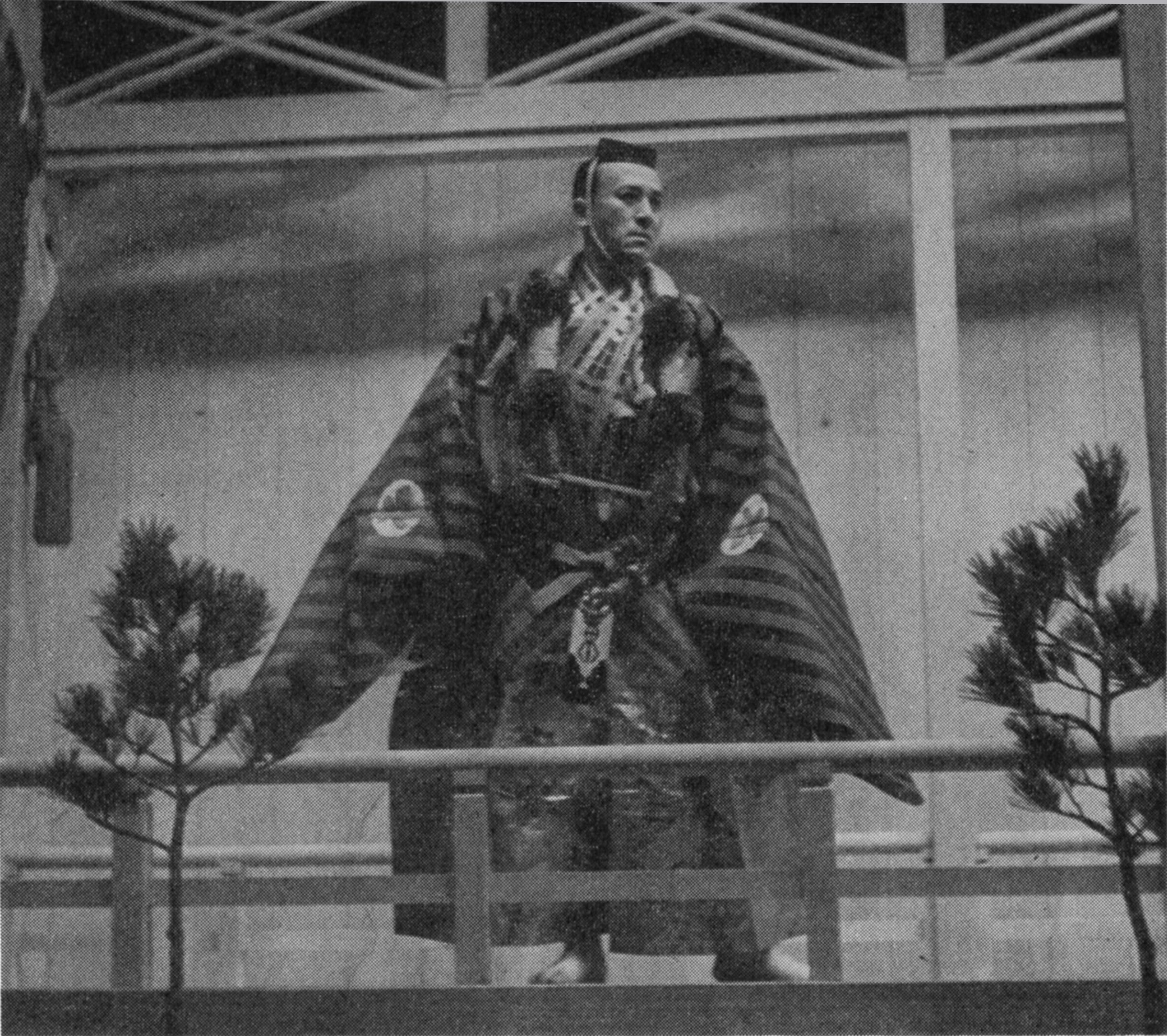
日比谷能での「安宅」。1938年1月21日

1927年（昭和2年）、観世宗家の伝統的な名である「観世左近」を襲名する。
1931年（昭和6年）、東京音楽学校邦楽科の設立に伴い、邦楽部講師に就任。邦楽部が本科となるのに併せ、1936年（昭和11年）には教授に昇格している。
1934年（昭和9年）2月、40歳を記念して観世会能楽堂で自らの独演による五番能を敢行。曲目は「竹生島」「俊成忠度」「江口」「景清」「望月」。
野上豊一郎、三宅襄を通じエッセイ集の執筆を依頼され、三宅の編集で1939年（昭和14年）『能楽随想』として刊行する。「まだ早いのではありませんか」と問う弟子の藤波順三郎（紫雪）に対し、「いや、今の心境だよ、先へ行ったら先で又書く」と述べていたが、校正中途で倒れ、これが遺著となった。

### 大成版謡本刊行

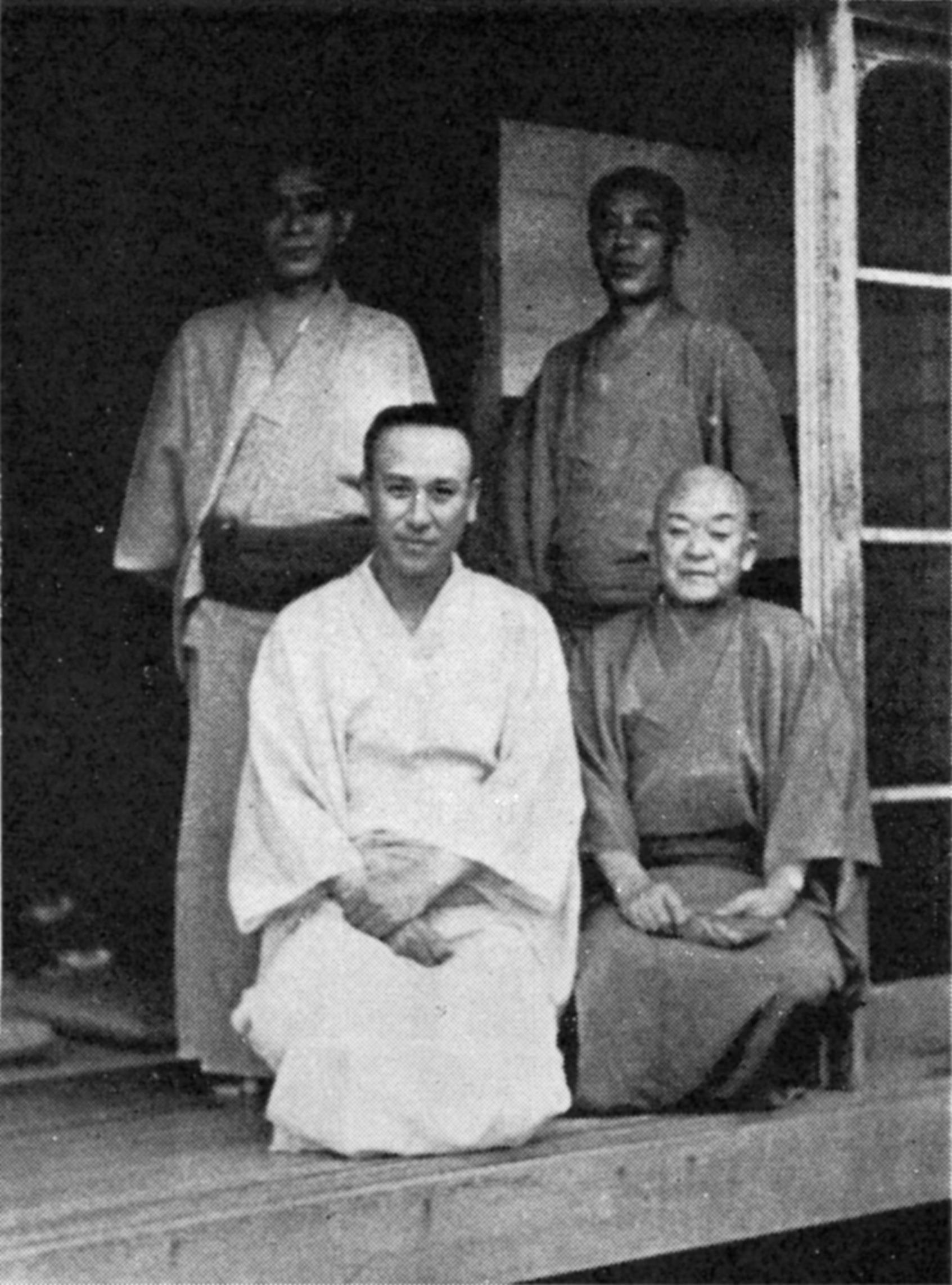
大成版謡本制定のための集まり。葉山の観世宗家邸にて。上段左より観世華雪、武田宗治郎、下段左より左近、初世梅若万三郎

晩年、左近が自らの一世一代の仕事として取り組んだのが、「観世流大成版謡本」の刊行である。当時家元の承認を得ない謡本が多く刊行されており、特に丸岡桂企画の刊行会本（改訂謡本）を巡っては先代清廉の代に訴訟となるなど（宗家側敗訴）、懸案事項となっていた。1920年（大正9年）には宗家と提携する檜書店から「大正改版観世宗家正本」、1931年（昭和6年）からはそれを改訂した「観世流謡曲正本」を刊行していたが、完成度の高い刊行会本の人気は高く、なお後れを取る状況だった。
「観世流大成版謡本」は流派に復帰した観世銕之丞、梅若万三郎の協力を得て、差異の生じていた観世流の謡を統一しようという目標を掲げ、野々村戒三・野上豊一郎・能勢朝次といった能楽研究者、また三宅襄・小林静雄・松野奏風などの参加を求めた。字句の変更を最小限度に留めようと提案した野々村に対し、左近は誤謬と思われる箇所については思い切って直すよう方針を示し、野々村を驚かせた。
こうして刊行された「大成版謡本」は、その充実した内容で宗家本の地位を確立するに至った。刊行が始まった時には既に左近は他界していたものの、「家元としての最後の仕事」と言われるように深く関与した仕事であった。

### 急死
1939年（昭和14年）3月12日、祖父・片山晋三追善能で「卒都婆小町」を舞うが、その後俄に病を得、同21日、肺炎のため急死。45歳没。

## 評価
宗家として活躍した昭和初期、観世流は「流友百万」と称するほどの勢威を誇り、現在まで五流の第一の地位を保っているが、それをなさしめたのは彼一代の間の活躍であった。
その業績としては、前述の観梅問題の前進、大成版謡本刊行への関与のほかに、関西での流派内の統一を成し遂げ、梅若派の勢力が強かった東京においても流勢挽回に成功し、また指導者として多くの職分を育成したことなどが挙げられ、高く評価されている。
香西精は青年時代に観た左近の「羽衣」を「こんなに圧倒されたことは、ほかにない」、その芸風を「ただ気高いまでに気品がある」「洗練の極を尽した」と記し、若くしていささかの未熟さも感じさせなかったその至芸が、もし長命ならどのような境地に達したか、とその早すぎる死を悼んでいる。

## 家族

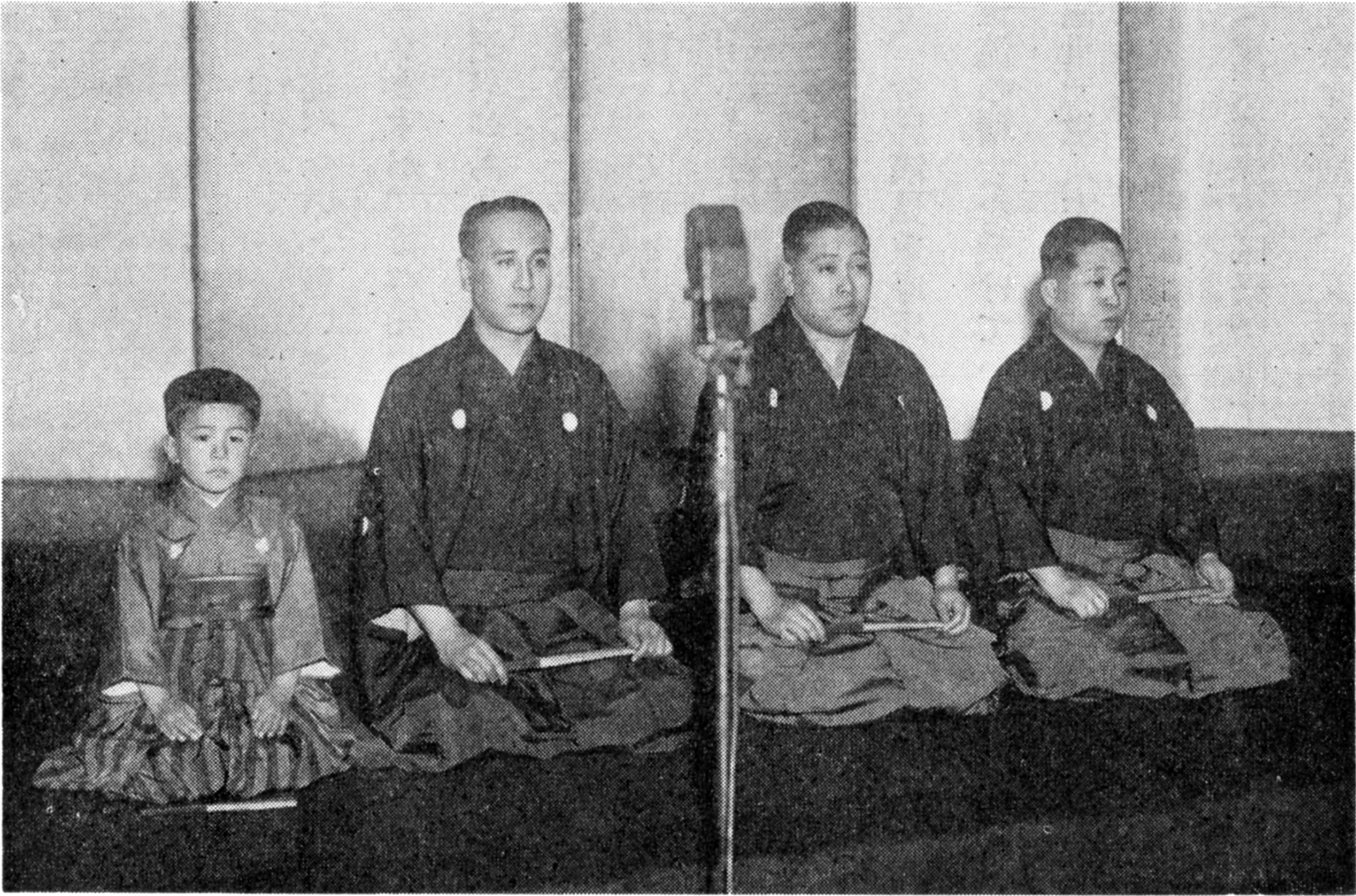
NHKラジオ「隅田川」収録。左から2番目が左近、左端の子方が元正

1921年（大正10年）に梅小路定行子爵の娘・茂子と結婚したが、養母との不仲から離婚。1925年（大正14年）に再婚した佳子（愛子）との間になかなか子が生まれなかったため、伯父・観世真弘の孫・正司を見出して養嗣子とした。後の二十五世宗家・観世元正である。その後生まれた実子の観世元昭も能楽師として活躍した。また年の離れた実弟・片山博通にとっては師であり、父代わりの存在でもあった。九世片山九郎右衛門は甥。

## 人物

### 趣味・性格

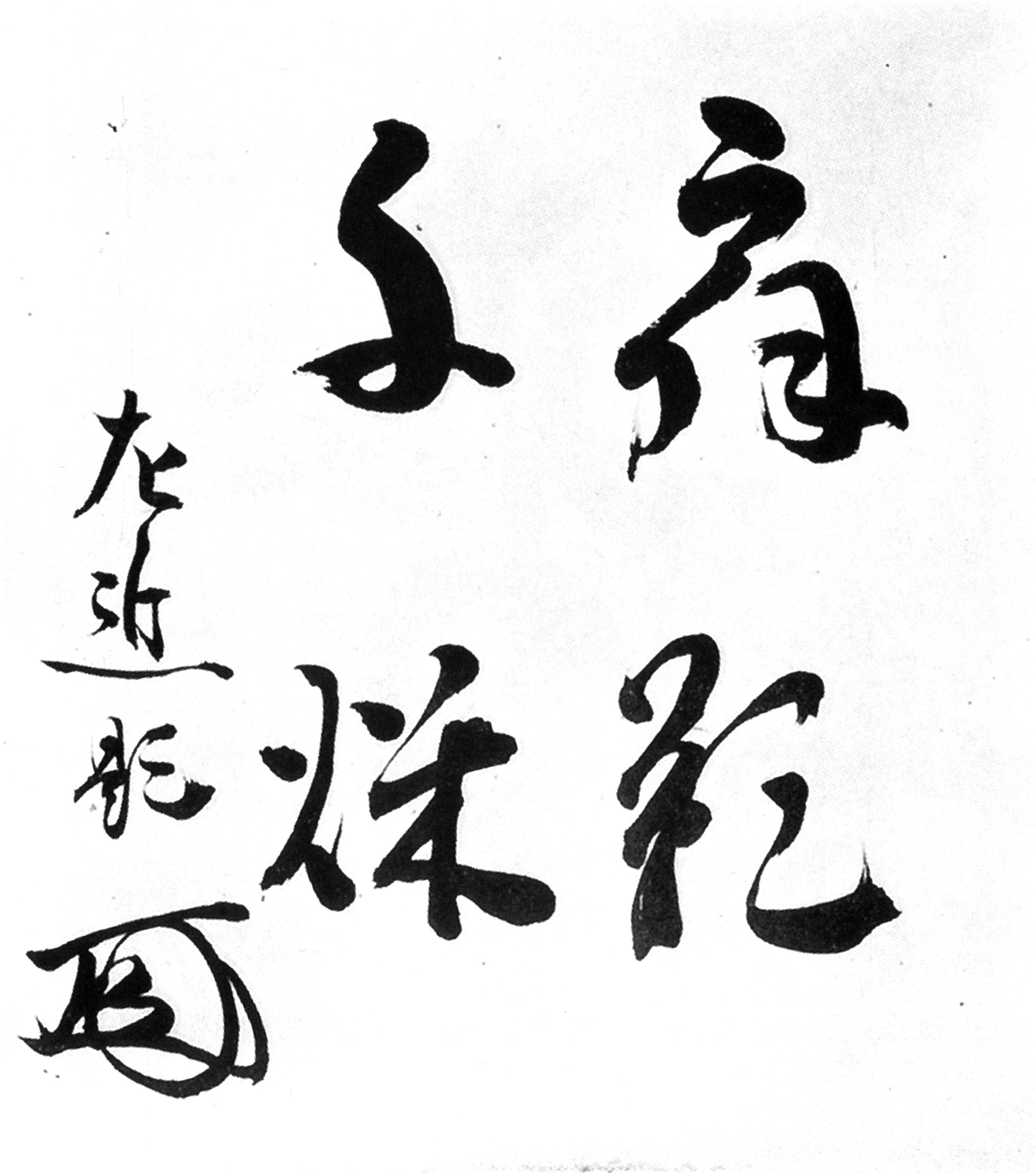
梅若万三郎『亀堂閑話』に掲載された左近の筆跡

弟子の藤波紫雪によると、「折り目正しく、厳しい方であられる反面、鷹揚で磊落なところがありました」。凝り性だったが趣味は剣道、ビリヤード、相撲、お茶屋と変遷し、楽屋にビリヤード台を据えて川崎九淵らの顰蹙を買ったこともあった。また釣り、狩猟なども嗜んだほか、揮毫を好み、筆を執っては周囲に与えることもしばしばだった。

### 好きな曲・嫌いな曲
好きな曲としては「脇能、二番目物、三番目物」とし、特に「翁」「高砂」といった曲を最上位、他には二番目物の「清経」「八島」、三番目物の「井筒」、「松風」、「花筐」を挙げ、「要はしつとりとした、本格的な、能らしい能が好きなのです」と述べている。逆に「自然居士」などの四番目物、五番目物は「拗くれた感じ」があるのが苦手だとしているが、「弱法師」などは好きだという。

### 稽古
幼少期の厳しい稽古については前述の通りであるが、その後若くして師を失った左近は、宗家に伝わる数々の伝書類を研究しながら、独学によってその芸を完成させることとなった。実弟・片山博通も「先生の芸は徹頭徹尾、頭から割り出したものであつた」と回想している。
成人後は舞台に立って稽古をすることは全くといっていいほどなく、藤波紫雪は、「多分、床に入られてから、あれこれ考え、工夫考案して居られたものと思います。…（中略）…お若い時によほどしっかり叩き込んでおありになったのでしょう」と語っている。

### 能の普及について
当時盛んに叫ばれていた能の大衆化、といった問題について、左近は一般には保守的な立場と見なされていた。左近は「能は映画やレヴユーの様に、誰が見ても面白く、すぐ分ると云つた性質のものではないから、大衆化といふことは無理だと思つてゐる」「大衆に迎合する様、能を変化させることは、かなり重大であつて、下手をすれば能の破壊に過ぎなくなつてしまふ」としつつ、より多くの人が能を見られる機会を作ることで、「むしろ大衆の鑑賞力を、能を理解出来るまでに、徐々に高めて行かう」という志を持ち、1937年（昭和12年）7月に日比谷公会堂での大規模な演能会を主催した。
野上豊一郎の渡欧に際しては、同行して野上の講義とともに能の公演を行わないか、という誘いがあったが、日本での能楽普及を優先したいという信念から一旦はこれを断っている。しかし水面下ではその後も話が進められており、史上初となる欧州演能の計画が具体化しつつあったが、急逝によりこれは叶わなかった。

### 梅若万三郎と

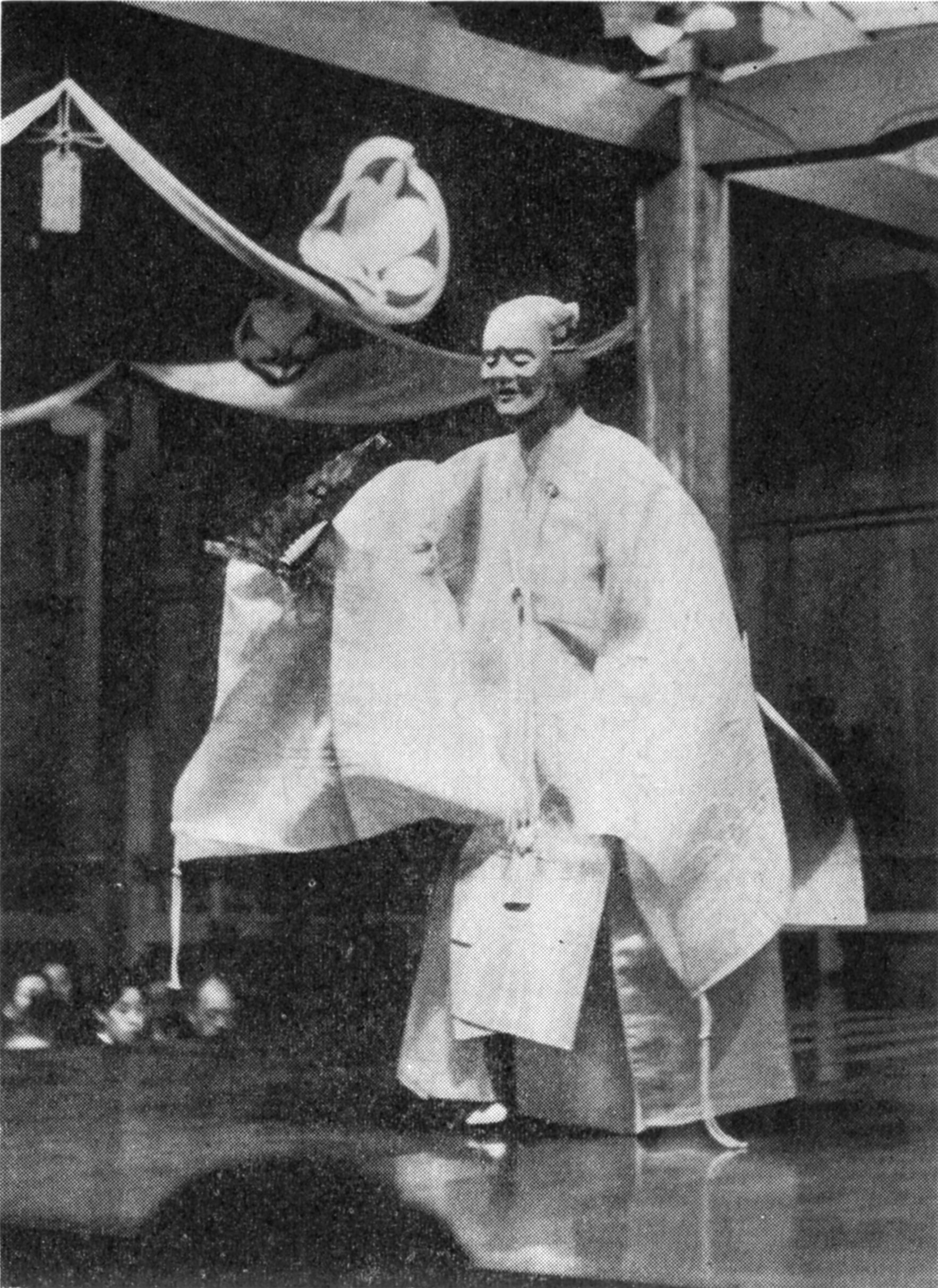
「姨捨」、1938年4月17日。翌日には万三郎が「檜垣」を舞い、左近は「今回の姨捨は、万三郎さんとの立合いだった」というほどの意気込みで臨んだ

当時の名人であった初世梅若万三郎は家元継承直後の後見人であり、病床の養父・清廉からも、万三郎を目標とするように、と教えを受けていた。花やかな芸風で名人と謳われた万三郎の牙城に、左近は持ち前の気品と幽玄な芸を以て挑み続けた。
一方で左近は観梅問題が決裂し、除名処分を行った後も万三郎に会うと「師匠」と呼び、万三郎が人に聞かれると困るから、と止めても、「稽古をうけたのだから師匠とよばしてくれ」と譲らなかったという。「親父か祖父のやうに」慕ってきた左近の死を、万三郎は自分の息子を亡くした時のようだ、と悼んでいる。

### 家元として
観世流家元として、その勢威は「能楽界に君臨していた」と評されるほどのものであり、その急死は能楽界に大きな波紋を呼ぶのではないか、と危惧されるほどであった。
自身は家元という立場について、「代れるものなら誰かと代つて一個人として芸の勉強がしたい、などと何度考へたか分らない」と記している。煩雑な諸事に追われるのみならず、家元として、流儀の規範となるような「家元芸」「大夫芸」を目指さざるを得ないという制約もあり、「家の芸を無視した私一個の考へで名人上手になることは比較的易しいが…（中略）…その点、弟子家がうらやましくて仕方がない」と述懐している。
実弟の片山博通は、左近がその立場故に対等に話せる相手のいない孤独な存在だったと指摘し、自身も述べている「お天気」な性格で誤解されることも多かったが、実際には人の情に飢えた淋しがり屋であったとその没後に記している。